# HMS Onslow (G17)
Pour les autres navires du même nom, voir HMS Onslow.
Le HMS Onslow est un destroyer de classe O en service dans la Royal Navy pendant la Seconde Guerre mondiale.
Il est commandé le 3 septembre 1939, sa quille est posée le 1er juillet 1940 par le chantier naval John Brown & Company de Clydebank, à Glasgow. Il est lancé le 31 mars 1941 et mis en service le 8 octobre 1941, sa construction ayant coûté 416 942 livres sterling.

## Historique
Attaché à la Home Fleet, l'Onslow a surtout servi d'escorte lors des convois de l'Arctique. Il coula notamment l'U-589 le 14 septembre 1942 au matin au sud du Spitzberg.
Il a également opéré en Méditerranée lors de l'opération Harpoon en 1942 et dans la Manche avant et après les débarquements en Normandie à la mi-1944. Son action la plus notable fut lors de la bataille de la mer de Barents, lorsqu'il escorta le convoi JW 51B vers l'URSS. Le 31 décembre 1942, le convoi fut attaqué par le croiseur lourd allemand Admiral Hipper, où l'Onslow fut gravement endommagé et son capitaine, Robert Sherbrooke, fut gravement blessé.
En novembre 1945, il participe à l'opération Deadlight, opération alliée pour la destruction de la flotte de U-Boots de la Kriegsmarine. Son artillerie saborde notamment les U-779, U-1009, U-1110 et U-1194 au large des côtes de l'Irlande. Le destroyer est ensuite placé en réserve à Devonport en 1947. En août 1947, il sert de navire cible pour des sous-marins tout en effectuant des essais de lutte anti-sous-marine à Portsmouth.
Retiré du service en octobre 1947, le navire est racheté par la marine pakistanaise en 1949 et renommé PNS Tippu Sultan. En 1954, il est remis en état à Malte. Entre 1957 et 1959, il est converti en une frégate de type 16 (en) à Birkenhead, servant dans la marine pakistanaise jusqu'en 1979. Il est démoli l'année suivante.